# Rokometni klub Dol TKI Hrastnik
Rokometni klub Dol je slovenski rokometni klub iz Dola pri Hrastniku. Njegova domača dvorana je športna dvorana Dolanka. Trenutno igra v slovenski prvi ligi imenovani 1. A moška državna rokometna liga.

## Zgodovina
Na Dolu pri Hrastniku  ima rokomet bogato tradicijo, saj so ga pričeli igrati še na starem igrišču iz ugaskov.  Konec 70. let je rokomet z gradnjo asfaltnega igrišča oživel kot sekcija tedanjega TVD Partizan, leta 1982 pa je bil ustanovljen samostojni Rokometni klub Dol. 
Dolani so pričeli igrati na nepokritem asfaltnem igrišču ob osnovni šoli na Dolu. Kmalu so si s pomočjo sponzorjev zgradili klubske prostore ob igrišču. Po nekajletnem igranju v zasavski ligi so počasi napredovali, vseskozi pa so skrbeli tudi za svoj rokometni podmladek. 
Preporod rokometa na Dolu se je pričel z izgradnjo dvorane Dolanka, ki so jo slovesno odprli leta 1999. To se je precej hitro odrazilo predvsem pri napredku pionirskih ekip, ki so dobile z novo dvorano povsem drugačne možnosti za treninge in razvoj. Ekipe v mini rokometu se že nekaj let na turnirjih po Sloveniji in na Hrvaškem uvrščajo med prve tri ekipe, pionirske ekipe nastopajo tudi v finalih slovenskega prvenstva in finalih tekmovanja ŠŠD. Uspehe pa žanjejo tudi na mednarodnih turnirjih. Tako so na največjem svetovnem turnirju v Pragi na Češkem (tam nastopa 350 ekip) osvojili igralci letnika 1987 drugo mesto, na turnirju v Malackem (Slovaška) pa so bili pionirji letnika 1988 tretji. 
Po osamosvojitvi Slovenije so prvo sezono odigrali med najboljšimi v 1.A ligi, potem pa so bili dolga leta stalni član v 1. B SRL, z izjemo sezone 2007/2008, ki so jo prebili v 2.ligi.  Leta 2015 so z uvrstitvijo na zaključni turnir najboljše četverice v Pokalu Slovenije, dolski rokometaši spisali nov list v bogati zgodovini kluba
V sezoni 2015/2016 pa so se po naslovu prvaka v drugi ligi uvrstili v prvo rokometno ligo  (1.NLB Leasing ligo). 